# Miðdegistindar
Miðdegistindar är kullar i republiken Island. De ligger i regionen Austurland, 300 km öster om huvudstaden Reykjavík.